# Melania Burzyńska
Melania Burzyńska, (ur. 1 sierpnia 1917 w Jaświłach, zm. 29 września 2003) – polska poetka i pisarka.
Debiutowała w 1965 r. w czasopiśmie Kamena. Pisała także do Kontrastów i Twórczości Ludowej. Należała do Związku Literatów Polskich i Stowarzyszenia Twórców Ludowych. Jej twórczość obejmowała utwory poetyckie, opowiadania, bajki, fraszki oraz sztuki teatralne.
W 1982 r. odznaczona została Krzyżem Kawalerskim Orderu Odrodzenia Polski, a dwa lata później Medalem 40-lecia Polski Ludowej. Dwukrotnie uhonorowana Nagrodą im. Jana Pocka, laureatka Nagrody im. Oskara Kolberga. Odznaczona Złotą Odznaką „Zasłużony Białostoczyźnie“ i odznaką Zasłużony Działacz Kultury.
Dla upamiętnienia poetki przez Ośrodek Kultury w Mońkach organizowany jest coroczny konkurs poetycki im. Melanii Burzyńskiej.